# Cristian Roldan
Cristian Roldan (Artesia, 3 giugno 1995) è un calciatore statunitense con cittadinanza salvadoregna, centrocampista dei Seattle Sounders.

## Carriera

### Club
Esordisce con la prima squadra dei Seattle Sounders nel 2015, diventando titolare l'anno successivo e vincendo la Mls Cup nel 2016

### Nazionale
Ha giocato nella nazionale statunitense Under-20.
Esordisce con la nazionale maggiore nel 2017 e nello stesso anno conquista la Gold Cup.

## Statistiche

### Cronologia presenze e reti in nazionale
| Cronologia completa delle presenze e delle reti in nazionale ― Stati Uniti | Cronologia completa delle presenze e delle reti in nazionale ― Stati Uniti | Cronologia completa delle presenze e delle reti in nazionale ― Stati Uniti | Cronologia completa delle presenze e delle reti in nazionale ― Stati Uniti | Cronologia completa delle presenze e delle reti in nazionale ― Stati Uniti | Cronologia completa delle presenze e delle reti in nazionale ― Stati Uniti | Cronologia completa delle presenze e delle reti in nazionale ― Stati Uniti | Cronologia completa delle presenze e delle reti in nazionale ― Stati Uniti |
| Data                                                                       | Città                                                                      | In casa                                                                    | Risultato                                                                  | Ospiti                                                                     | Competizione                                                               | Reti                                                                       | Note                                                                       |
| -------------------------------------------------------------------------- | -------------------------------------------------------------------------- | -------------------------------------------------------------------------- | -------------------------------------------------------------------------- | -------------------------------------------------------------------------- | -------------------------------------------------------------------------- | -------------------------------------------------------------------------- | -------------------------------------------------------------------------- |
| 13-7-2017                                                                  | Tampa                                                                      | Stati Uniti                                                                | 3 – 2                                                                      | Martinica                                                                  | Gold Cup 2017 - 1º turno                                                   | -                                                                          |                                                                            |
| 29-1-2018                                                                  | Los Angeles                                                                | Stati Uniti                                                                | 0 – 0                                                                      | Bosnia ed Erzegovina                                                       | Amichevole                                                                 | -                                                                          | 68’                                                                        |
| 28-3-2018                                                                  | Cary                                                                       | Stati Uniti                                                                | 1 – 0                                                                      | Paraguay                                                                   | Amichevole                                                                 | -                                                                          | 90’                                                                        |
| 7-9-2018                                                                   | East Rutherford                                                            | Stati Uniti                                                                | 0 – 2                                                                      | Brasile                                                                    | Amichevole                                                                 | -                                                                          | 83’                                                                        |
| 12-9-2018                                                                  | Nashville                                                                  | Stati Uniti                                                                | 1 – 0                                                                      | Messico                                                                    | Amichevole                                                                 | -                                                                          | 85’                                                                        |
| 28-1-2019                                                                  | Phoenix                                                                    | Stati Uniti                                                                | 3 – 0                                                                      | Panama                                                                     | Amichevole                                                                 | -                                                                          |                                                                            |
| 2-2-2019                                                                   | San José                                                                   | Stati Uniti                                                                | 2 – 0                                                                      | Costa Rica                                                                 | Amichevole                                                                 | -                                                                          |                                                                            |
| 21-3-2019                                                                  | Orlando                                                                    | Stati Uniti                                                                | 1 – 0                                                                      | Ecuador                                                                    | Amichevole                                                                 | -                                                                          | 68’                                                                        |
| 26-3-2019                                                                  | Houston                                                                    | Stati Uniti                                                                | 1 – 1                                                                      | Cile                                                                       | Amichevole                                                                 | -                                                                          | 84’                                                                        |
| 6-6-2019                                                                   | Washington                                                                 | Stati Uniti                                                                | 0 – 1                                                                      | Giamaica                                                                   | Amichevole                                                                 | -                                                                          | 66’                                                                        |
| 10-6-2019                                                                  | Cincinnati                                                                 | Stati Uniti                                                                | 0 – 3                                                                      | Venezuela                                                                  | Amichevole                                                                 | -                                                                          |                                                                            |
| 19-6-2019                                                                  | Saint Paul                                                                 | Stati Uniti                                                                | 4 – 0                                                                      | Guyana                                                                     | Gold Cup 2019 - 1º turno                                                   | -                                                                          | 62’                                                                        |
| 26-6-2019                                                                  | Kansas City                                                                | Panama                                                                     | 0 – 1                                                                      | Stati Uniti                                                                | Gold Cup 2019 - 1º turno                                                   | -                                                                          |                                                                            |
| 3-7-2019                                                                   | Nashville                                                                  | Giamaica                                                                   | 1 – 3                                                                      | Stati Uniti                                                                | Gold Cup 2019 - Semifinale                                                 | -                                                                          | 70’                                                                        |
| 7-7-2019                                                                   | Chicago                                                                    | Messico                                                                    | 1 – 0                                                                      | Stati Uniti                                                                | Gold Cup 2019 - Finale                                                     | -                                                                          | 61’                                                                        |
| 11-9-2019                                                                  | Miami                                                                      | Stati Uniti                                                                | 1 – 1                                                                      | Uruguay                                                                    | Amichevole                                                                 | -                                                                          |                                                                            |
| 11-10-2019                                                                 | Washington                                                                 | Stati Uniti                                                                | 7 – 0                                                                      | Cuba                                                                       | CONCACAF Nations League 2019-2020 - 2º turno                               | -                                                                          |                                                                            |
| 15-10-2019                                                                 | Toronto                                                                    | Canada                                                                     | 2 – 0                                                                      | Stati Uniti                                                                | CONCACAF Nations League 2019-2020 - 2º turno                               | -                                                                          |                                                                            |
| 20-11-2019                                                                 | George Town                                                                | Cuba                                                                       | 0 – 4                                                                      | Stati Uniti                                                                | CONCACAF Nations League 2019-2020 - 2º turno                               | -                                                                          |                                                                            |
| 1-2-2021                                                                   | Orlando                                                                    | Stati Uniti                                                                | 7 – 0                                                                      | Trinidad e Tobago                                                          | Amichevole                                                                 | -                                                                          | 64’                                                                        |
| 15-7-2021                                                                  | Kansas City                                                                | Martinica                                                                  | 1 – 6                                                                      | Stati Uniti                                                                | Gold Cup 2021 - 1º turno                                                   | -                                                                          |                                                                            |
| 18-7-2021                                                                  | Kansas City                                                                | Stati Uniti                                                                | 1 – 0                                                                      | Canada                                                                     | Gold Cup 2021 - 1º turno                                                   | -                                                                          | 74’                                                                        |
| 25-7-2021                                                                  | Arlington                                                                  | Stati Uniti                                                                | 1 – 0                                                                      | Giamaica                                                                   | Gold Cup 2021 - Quarti di finale                                           | -                                                                          | 63’                                                                        |
| 29-7-2021                                                                  | Austin                                                                     | Qatar                                                                      | 0 – 1                                                                      | Stati Uniti                                                                | Gold Cup 2021 - Semifinale                                                 | -                                                                          | 63’                                                                        |
| 1-8-2021                                                                   | Paradise                                                                   | Stati Uniti                                                                | 1 – 0 dts                                                                  | Messico                                                                    | Gold Cup 2021 - Finale                                                     | -                                                                          | 65’                                                                        |
| 2-9-2021                                                                   | San Salvador                                                               | El Salvador                                                                | 0 – 0                                                                      | Stati Uniti                                                                | Qual. Mondiali 2022                                                        | -                                                                          | 64’                                                                        |
| 5-9-2021                                                                   | Nashville                                                                  | Stati Uniti                                                                | 1 – 1                                                                      | Canada                                                                     | Qual. Mondiali 2022                                                        | -                                                                          | 44’                                                                        |
| 8-9-2021                                                                   | San Pedro Sula                                                             | Honduras                                                                   | 1 – 4                                                                      | Stati Uniti                                                                | Qual. Mondiali 2022                                                        | -                                                                          | 46’                                                                        |
| 10-10-2021                                                                 | Panama                                                                     | Panama                                                                     | 1 – 0                                                                      | Stati Uniti                                                                | Qual. Mondiali 2022                                                        | -                                                                          | 68’                                                                        |
| 18-12-2021                                                                 | Los Angeles                                                                | Stati Uniti                                                                | 1 – 0                                                                      | Bosnia ed Erzegovina                                                       | Amichevole                                                                 | -                                                                          |                                                                            |
| 2-2-2022                                                                   | Saint Paul                                                                 | Stati Uniti                                                                | 3 – 0                                                                      | Honduras                                                                   | Qual. Mondiali 2022                                                        | -                                                                          | 84’                                                                        |
| 11-6-2022                                                                  | Austin                                                                     | Stati Uniti                                                                | 5 – 0                                                                      | Grenada                                                                    | CONCACAF Nations League 2022-2023 - 1º turno                               | -                                                                          | 60’                                                                        |
| 24-6-2023                                                                  | Chicago                                                                    | Stati Uniti                                                                | 1 – 1                                                                      | Giamaica                                                                   | Gold Cup 2023 - 1º turno                                                   | -                                                                          | 66’                                                                        |
| 28-6-2023                                                                  | Saint Louis                                                                | Saint Kitts e Nevis                                                        | 0 – 6                                                                      | Stati Uniti                                                                | Gold Cup 2023 - 1º turno                                                   | -                                                                          | 68’                                                                        |
| 2-7-2023                                                                   | Charlotte                                                                  | Stati Uniti                                                                | 6 – 0                                                                      | Trinidad e Tobago                                                          | Gold Cup 2023 - 1º turno                                                   | -                                                                          | 61’                                                                        |
| 9-7-2023                                                                   | Cincinnati                                                                 | Stati Uniti                                                                | 2 – 2 dts (3 – 2 dtr)                                                      | Canada                                                                     | Gold Cup 2023 - Quarti di finale                                           | -                                                                          | 113’                                                                       |
| 12-7-2023                                                                  | San Diego                                                                  | Stati Uniti                                                                | 1 – 1 dts (4 – 5 dtr)                                                      | Panama                                                                     | Gold Cup 2023 - Semifinale                                                 | -                                                                          | 63’                                                                        |
| Totale                                                                     |                                                                            | Presenze                                                                   | 37                                                                         |                                                                            | Reti                                                                       | 0                                                                          |                                                                            |

## Palmarès

### Club

#### Competizioni nazionali
- Campionato MLS: 2

Seattle Sounders: 2016, 2019

#### Competizioni internazionali
- CONCACAF Champions League: 1

Seattle Sounders: 2022

### Nazionale
- Gold Cup: 2

Stati Uniti 2017, Stati Uniti 2021

### Individuale
- MLS All-Star: 1

2021
- Squadra della stagione della CONCACAF Champions League: 1

2022